# Henri-François de Vence
Henri-François de Vence fue un religioso y comentador de la Biblia de Francia, nacido en 1676 y fallecido en Nancy en 1749.

## Biografía
Henri-François fue, doctor en La Sorbona, preceptor de los jóvenes príncipes de Lorena, consejero de Leopoldo I de Lorena y luego preboste de la iglesia primatiale de Nancy.
Henri-François, en su faceta de escritor, dejó obras de análisis y disertaciones sobre los libros del Antiguo Testamento, y explicaciones de los salmos que añadió a la edición de la Biblia del Padre Carrieres, que le valieron el nombre de Biblia de Vence.
La Biblia de Vence, se caracteriza por lo siguiente:
- Paráfrasis interpolada en el texto.
- Notas numerosas y erúditas.
- Prodigioso número de prefacios y disertaciones sobre multiud de puntos útiles y curioso.
- Atlas de Geografía Sagrada.
- Los usos y las costumbres de la nación judía.
- Quien dice la BIBLIA DE VENCE ya no tiene que añadir: si no es lo más cabal y perfecto que ha dado a luz la laboriosidad y celo de los católicos, pocas han de ser las obras de su clase que le igualen ( Cita de La Iglesia Mexicana por el editor, librero y diputado Mariano Galvan Rivera, en la obra Sagrada Biblia: en latín y español, Méjico, 1832.)

## Obras
- Sainte Bible en latin et en françois, París, 1767-73, 17 vols.